# Arkadi Wiktorowitsch Mamontow
Arkadi Wiktorowitsch Mamontow (russisch Аркадий Викторович Мамонтов; * 26. Mai 1962 in Nowosibirsk) ist ein russischer Fernsehjournalist und Fernsehmoderator, Autor einer Reihe von Dokumentarfilmen zu „heißen“ Themen.

## Biographie
Mamontow absolvierte 1988 mit Auszeichnung die journalistische Fakultät der Lomonossow-Universität Moskau.
Die journalistische Laufbahn von Mamontow begann Anfang der 1990er Jahre als Sonderkorrespondent der Presseagentur Novosti. Zwischen 1995 und 2000 war er als Sonderkorrespondent für die Nachrichtensendungen im staatlichen Fernsehsender NTV tätig.
Seit 2000 ist Mamontow Leiter des Studios „Autorenprogramm von Arkadi Mamontow“ im Fernsehsender Rossija 1. Er fiel auf mit Äußerungen wie: „Russland ist das beste Land auf der Welt“. Er dreht im Auftrag der Regierung Dokumentarfilme, die Kremlkritiker diskreditieren.
In einem Propaganda-Film stellte er als Regisseur das ukrainische Regierungshandeln vor der rechtswidrigen Annexion der Krim als chaotisch und anarchisch dar. Er verherrlichte die rechtswidrige Annexion der Krim und Sewastopols.

## EU-Sanktionen
Am 28. Februar 2022 setzte die Europäische Union ihn im Zusammenhang mit dem Überfall Russlands auf die Ukraine 2022 auf die schwarze Liste und ließ sein gesamtes Vermögen einfrieren.